# Monasterio de la Sierra
Monasterio de la Sierra est une commune d’Espagne située dans la province de Burgos (communauté autonome de Castille-et-León).